# Oscar-díj a legjobb hangnak
A legjobb hangnak járó Oscar-díjat az amerikai Filmművészeti és Filmtudományi Akadémia ítélte oda 1930 óta (3. Oscar-gála) minden évben a díjátadás évét megelőző év legjobb filmjének. A díj odaítéléséről a szakma tagjai szavazással döntöttek.
1930 és 1968 között a díjat a filmstúdió hanggyártásért felelős részlege kapta meg, csak az 1969. évi díjkiosztótól kezdve adták személyeknek. A legjobb hangkeverés kategóriát 2020-ban megszüntették, összevonták a hangvágás kategóriával egy kategóriába.
Az évszámok a díjazott évet jelölik, a díjak mindig a következő évben kerültek kiosztásra.

## 1930
- 1929–1930: The Big House - Douglas Shearer, Metro-Goldwyn-Mayer Studio
  - The Case of Sergeant Grischa - John Tribby
  - Királynő férje (The Love Parade) - Franklin Hansen
  - Raffles - Oscar Lagerstrom
  - The Song of the Flame - George Groves
- 1930–1931: Paramount Publix Studio Sound Department
  - MGM Studio Sound Department
  - RKO Radio Studio Sound Department
  - Samuel Goldwyn-United Artists Studio Sound Department
- 1931–1932: Paramount Publix Studio Sound Department
  - MGM Studio Sound Department
  - RKO Radio Studio Sound Department
  - Walt Disney Studio
  - Warner Bros.First National Studio Sound Department
- 1932–1933: Búcsú a fegyverektől (A Farewell to Arms) - Franklin Hansen, Paramount Studio
  - 42. utca foglya (42nd Street) - Nathan Levinson
  - Táncoló tündérek (Gold Diggers of 1933) - Nathan Levinson
  - Szökevény vagyok (I Am a Fugitive from a Chain Gang) - Nathan Levinson
- 1934: Csak nekem dalolj (One Night of Love) - John Livadary, Columbia Studio
  - Cellini szerelmi élete (The Affairs of Cellini) – United Artists Studio Sound Department
  - Kleopátra (Cleopatra) – Paramount Studio Sound Department
  - Tengerészkisasszony (Flirtation Walk) – Warner Bros. Studio Sound Department
  - Continental (The Gay Divorcee) – RKO Radio Studio Sound Department
  - Látszatélet (Imitation of Life) – Universal Studio Sound Department
  - Viva Villa (Viva Villa!) – MGM Studio Sound Department
  - Asszonyok fehérben (The White Parade) – Fox Studio Sound Department
- 1935: Pajkos hercegnő (Naughty Marietta) - Douglas Shearer, Metro-Goldwyn-Mayer Studio
  - $1,000 a Minute – Republic Studio Sound Department
  - Frankenstein menyasszonya (Bride of Frankenstein) – Universal Studio Sound Department
  - Blood kapitány (Captain Blood) – Warner Bros. Studio Sound Department
  - The Dark Angel – United Artists Studio Sound Department
  - A primadonna férje (I Dream Too Much) – RKO Radio Studio Sound Department
  - A hindu lándzsás (The Lives of a Bengal Lancer) – Paramount Studio Sound Department
  - Szeress örökké (Love Me Forever) – Columbia Studio Sound Department
  - Thanks a Million – Fox Studio Sound Department
- 1936: San Francisco - Douglas Shearer, Metro-Goldwyn-Mayer Studio
  - Banjo on My Knee - E. H. Hansen
  - A könnyűlovasság/Balaklava (The Charge of the Light Brigade) - Nathan Levinson
  - Az élnivágyó asszony (Dodsworth) - Thomas T. Moulton
  - General Spanky - Elmer A. Raguse
  - Váratlan örökség (Mr. Deeds Goes to Town) - John Livadary
  - A fekete légió[3] (The Texas Rangers) - Franklin B. Hansen
  - New York-i házasság (That Girl From Paris) - John Aalberg
  - Három kis ördög[4] (Three Smart Girls) - Homer G. Tasker
- 1937: Hurrikán (The Hurricane) – United Artists Studio Sound Department
  - A Kék Hold völgye (Lost Horizon) – Columbia Studio Sound Department
  - The Girl Said No – Grand National Studio Sound Department
  - Szőke kísértet (Topper) – Hal Roach Studio Sound Department
  - Orgonavirágzás (Maytime) – MGM Studio Sound Department
  - Honfoglalóük (Wells Fargo) – Paramount Studio Sound Department
  - Hitting a New High – RKO Radio Studio Sound Department
  - Chicago, a bűnös város (In Old Chicago) – Fox Studio Sound Department
  - Száz férfi és egy kislány (One Hundred Men and a Girl) – Universal Studio Sound Department
  - Zola élete (The Life of Emile Zola) – Warner Bros. Studio Sound Department
- 1938: The Cowboy and the Lady - Thomas Moulton, United Artists Studio
  - Army Girl - Charles L. Lootens
  - Négy lány (Four Daughters) - Nathan Levinson
  - If I Were King - Loren L. Ryder
  - Finom úri ház (Merrily We Live) - Elmer A. Raguse
  - Suez - Edmund H. Hansen
  - Szerelmesek (Sweethearts) - Douglas Shearer
  - That Certain Age - Bernard B. Brown
  - Vivacious Lady - John Aalberg
  - Így élni jó (You Can't Take It with You) - John Livadary
- 1939: Ha eljön a holnap... (When Tomorrow Comes) - Bernard B. Brown, Universal Studio
  - Balalajka (Balalaika) - Douglas Shearer
  - Elfújta a szél (Gone with the Wind) - Thomas T. Moulton
  - Isten vele, tanár úr! (Goodbye, Mr. Chips) - A. W. Watkins
  - The Great Victor Herbert - Loren L. Ryder
  - A Notre Dame-i toronyőr (The Hunchback of Notre Dame) - John Aalberg
  - Man of Conquest - Charles L. Lootens
  - Becsületből elégtelen (Mr. Smith Goes to Washington) - John Livadary
  - Egerek és emberek (Of Mice and Men) - Elmer A. Raguse
  - Erzsébet és Essex magánélete (The Private Lives of Elizabeth and Essex) - Nathan Levinson
  - Árvíz Indiában (The Rains Came) - E. H. Hansen

## 1940
- 1940: La Conga (Strike Up the Band) - Douglas Shearer, Metro-Goldwyn-Mayer Studio
  - Behind the News - Charles L. Lootens
  - Kalózok kapitánya (Captain Caution) - Elmer A. Raguse
  - Érik a gyümölcs (The Grapes of Wrath) - E. H. Hansen
  - The Howards of Virginia - Jack Whitney
  - Leánysors (Kitty Foyle: The Natural History of a Woman) - John Aalberg
  - North West Mounted Police - Loren L. Ryder
  - A mi kis városunk (Our Town) - Thomas T. Moulton
  - Hét tenger ördöge (The Sea Hawk) - Nathan Levinson
  - Udvari bál (Spring Parade) - Bernard B. Brown
  - Too Many Husbands - John Livadary
- 1941: Lady Hamilton (That Hamilton Woman) - Jack Whitney, General Service
  - Szerelmi recept (Appointment for Love) - Bernard B. Brown
  - Szőke szélvész (Ball of Fire) - Thomas T. Moulton
  - The Chocolate Soldier - Douglas Shearer
  - Aranypolgár (Citizen Kane) - John Aalberg
  - The Devil Pays Off - Charles Lootens
  - Hová lettél, drága völgyünk? (How Green Was My Valley) - E. H. Hansen
  - Egy ballerina szerelmei (The Men in Her Life) - John Livadary
  - York őrmester (Sergeant York) - Nathan Levinson
  - Skylark - Loren Ryder
  - Botrány a túlvilágon (Topper Returns) - Elmer Raguse
- 1942: Yankee Doodle Dandy - Nathan Levinson, Warner Brothers Studio
  - Arab éjszakák (Arabian Nights) - Bernard B. Brown
  - Bambi - Sam Slyfield
  - Repülő Tigrisek (Flying Tigers) - Daniel Bloomberg
  - Friendly Enemies - Jack Whitney
  - Aranyláz (The Gold Rush) - James L. Fields
  - Mrs. Miniver - Douglas Shearer
  - Volt egyszer egy nászút (Once Upon a Honeymoon) - Stephen Dunn
  - A Yankee-k dicsősége (The Pride of the Yankees) - Thomas T. Moulton
  - Út Marokkóba (Road to Morocco) - Loren Ryder
  - This Above All - E. H. Hansen
  - Ismeretlen imádó (You Were Never Lovelier) - John Livadary
- 1943: Ütött az óra (This Land Is Mine) - Stephen Dunn, RKO Radio Studio
  - A hóhér halála (Hangmen Also Die!) - Jack Whitney
  - In Old Oklahoma - Daniel J. Bloomberg
  - Madame Curie - Douglas Shearer
  - Észak csillaga (The North Star) - Thomas T. Moulton
  - Az Operaház fantomja (Phantom of the Opera) - Bernard B. Brown
  - Riding High - Loren L. Ryder
  - Szahara - John Livadary
  - Saludos Amigos - C. O. Slyfield
  - So This Is Washington - James L. Fields
  - Bernadette (The Song of Bernadette) - E. H. Hansen
  - This Is the Army - Nathan Levinson
- 1944: Wilson - E. H. Hansen, 20th Century Fox Studio
  - Brazil - Daniel J. Bloomberg
  - Casanova Brown - Thomas T. Moulton
  - Címlaplány (Cover Girl) - John Livadary
  - Gyilkos vagyok (Double Indemnity) - Loren L. Ryder
  - Csak neked dalolok (His Butler's Sister) - Bernard B. Brown
  - Hollywood Canteen - Nathan Levinson
  - Holnap történt (It Happened Tomorrow) - Jack Whitney
  - Kismet - Douglas Shearer
  - Music in Manhattan - Stephen Dunn
  - Voice in the Wind - Mac Dalgleish
- 1945: Szent Mary harangjai (The Bells of St. Mary's) - Stephen Dunn, RKO Radio Studio
  - Flame of Barbary Coast - Daniel J. Bloomberg
  - Lady on a Train - Bernard B. Brown
  - Halálos bűn (Leave Her to Heaven) - Thomas T. Moulton
  - Kék rapszódia (Rhapsody in Blue) - Nathan Levinson
  - A Song to Remember - John P. Livadary
  - A délvidéki (The Southerner) - Jack Whitney
  - Felhasználhatóak voltak (They Were Expendable) - Douglas Shearer
  - A három lovag (The Three Caballeros) - C. O. Slyfield
  - Three Is a Family - W. V. Wolfe
  - The Unseen - Loren L. Ryder
  - Csuda pasi (Wonder Man) - Gordon E. Sawyer
- 1946: The Jolson Story - John Livadary, Columbia Studio
  - Életünk legszebb évei (The Best Years of Our Lives) - Gordon E. Sawyer
  - Az élet csodaszép (It's a Wonderful Life) - John Aalberg
- 1947: A püspök felesége (The Bishop's Wife) - Gordon Sawyer, Samuel Goldwyn Studio
  - Zöld delfin utca (Green Dolphin Street) - Douglas Shearer
  - Pénzügyőrök (T-Men) - Jack Whitney
- 1948: Kígyóverem (The Snake Pit) - Thomas Moulton, 20th Century Fox Studio
  - Johnny Belinda - Nathan O. Levinson
  - Felkel a Hold (Moonrise) - Daniel J. Bloomberg
- 1949: Szárnyaló boldogság (Twelve O'Clock High) - Thomas Moulton, 20th Century Fox Studio
  - Once More, My Darling - Leslie I. Carey
  - Iwo Jima fövenye (Sands of Iwo Jima) - Daniel J. Bloomberg

## 1950
- 1950: Mindent Éváról (All About Eve) - Thomas Moulton, 20th Century Fox Studio
  - Hamupipőke (Cinderella) - C. O. Slyfield
  - Louisa - Leslie I. Carey
  - Our Very Own - Gordon Sawyer
  - Trió (Trio) - Cyril Crowhurst
- 1951: A nagy Caruso (The Great Caruso) - Douglas Shearer, Metro-Goldwyn-Mayer Studio
  - Bright Victory - Leslie I. Carey
  - I Want You - Gordon E. Sawyer
  - A vágy villamosa (A Streetcar Named Desire) - Nathan Levinson
  - Two Tickets to Broadway - John Aalberg
- 1952: The Sound Barrier - London Films Sound Department
  - The Card - Pinewood Studios Sound Department
  - Hans Christian Andersen - Gordon E. Sawyer
  - A nyugodt férfi (The Quiet Man) - Daniel J. Bloomberg
  - With a Song in My Heart - Thomas T. Moulton
- 1953: Most és mindörökké (From Here to Eternity) - John Livadary, Columbia Studio
  - Bajkeverő Jane (Calamity Jane) - William A. Mueller
  - A kerekasztal lovagjai (Knights of the Round Table) - A. W. Watkins
  - The Mississippi Gambler - Leslie I. Carey
  - Világok háborúja (The War of the Worlds) - Loren L. Ryder
- 1954: Glen Miller élete (The Glenn Miller Story) - Leslie I. Carey, Universal-International Studio
  - Brigadoon titka (Brigadoon) - Wesley C. Miller
  - Zendülés a Caine hadihajón (The Caine Mutiny) - John P. Livadary
  - Hátsó ablak (Rear Window) - Loren L. Ryder
  - Susan Slept Here - John Aalberg
- 1955: Oklahoma! - Fred Hynes, Todd-AO Sound Department
  - A szerelem nagyon ragyogó dolog (Love Is a Many-Splendored Thing) - Carlton W. Faulkner
  - Szeress vagy hagyj el (Love Me or Leave Me) - Wesley C. Miller
  - Mister Roberts - William A. Mueller
  - Nem úgy, mint egy idegen (Not as a Stranger) - Watson Jones, RCA Sound Department
- 1956: Anna és a sziámi király (The King and I) - Carlton W. Faulkner, 20th Century Fox Studio
  - The Brave One - Buddy Myers
  - The Eddy Duchin Story - John P. Livadary
  - Szemben az erőszakkal (Friendly Persuasion) - Gordon R. Glennan, Gordon E. Sawyer
  - Tízparancsolat (The Ten Commandments) - Loren L. Ryder
- 1957: Szajonara (Sayonara) - George Groves, Warner Brothers Studio
  - Újra szól a hatlövetű (Gunfight at the O.K. Corral) - George Dutton
  - A lányok (Les Girls) - Wesley C. Miller
  - Fickós Joey (Pal Joey) - John P. Livadary
  - A vád tanúja (Witness for the Prosecution) - Gordon E. Sawyer
- 1958: Déltenger (South Pacific) - Fred Hynes, Todd-AO Sound Department
  - Élni akarok! (I Want to Live!) - Gordon E. Sawyer
  - A Time to Love and a Time to Die - Leslie I. Carey
  - Szédülés (Vertigo) - George Dutton
  - Oroszlánkölykök (The Young Lions) - Carlton W. Faulkner
- 1959: Ben-Hur - Franklin Milton, Metro-Goldwyn-Mayer Studio
  - Utazás a Föld középpontja felé (Journey to the Center of the Earth) - Carlton W. Faulkner
  - Libel - A. W. Watkins
  - Egy apáca története (The Nun's Story) - George Groves
  - Porgy és Bess (Porgy and Bess) - Gordon E. Sawyer, Fred Hynes

## 1960
- 1960: Alamo (The Alamo) - Fred Hynes, Todd-AO Sound Department és Gordon Sawyer, Samuel Goldwyn Studio
  - Legénylakás (The Apartment) - Gordon E. Sawyer
  - Cimarron - Franklin Milton
  - Pepe - Charles Rice
  - Sunrise at Campobello - George Groves
- 1961: West Side Story - Gordon Sawyer, Samuel Goldwyn Studio, Fred Hynes, Todd-AO Sound Department
  - A gyerekek órája (The Children's Hour) - Gordon E. Sawyer
  - Lótusz (Flower Drum Song) - Waldon O. Watson
  - Navarone ágyúi (The Guns of Navarone) - John Cox
  - Apád-anyád idejöjjön (The Parent Trap) - Robert O. Cook
- 1962: Arábiai Lawrence (Lawrence of Arabia) - John Cox, Shepperton Studios
  - Bon Voyage! - Robert O. Cook
  - A muzsikus (The Music Man) - George Groves
  - Egy kis ravaszság (That Touch of Mink) - Waldon O. Watson
  - Mi történt Baby Jane-nel? (What Ever Happened to Baby Jane?) - Joseph D. Kelly
- 1963: A vadnyugat hőskora (How the West Was Won) - Franklin Milton, Metro-Goldwyn-Mayer Studio
  - Bye Bye Birdie - Charles Rice
  - Captain Newman, M.D. - Waldon O. Watson
  - Kleopátra (Cleopatra) - James Corcoran, Fred Hynes
  - Bolond, bolond világ (It's a Mad, Mad, Mad, Mad World) - Gordon E. Sawyer
- 1964: My Fair Lady - George Groves, Warner Brothers Studio
  - Becket - John Cox
  - Lúd atya (Father Goose) - Waldon O. Watson
  - Mary Poppins - Robert O. Cook
  - Az elsüllyeszthetetlen Molly Brown (The Unsinkable Molly Brown) - Franklin Milton
- 1965: A muzsika hangja (The Sound of Music) - James Corcoran, Fred Hynes, 20th Century Fox Studio
  - Agónia és extázis (The Agony and the Ecstasy) - James Corcoran
  - Doktor Zsivágó (Doctor Zhivago) - A. W. Watkins, Franklin Milton
  - Verseny a javából (The Great Race) - George Groves
  - Shenandoah - Waldon O. Watson
- 1966: A nagy verseny (Grand Prix) - Franklin Milton, Metro-Goldwyn-Mayer Studio
  - Gyalogáldozat (Gambit) - Waldon O. Watson
  - Hawaii - Gordon E. Sawyer
  - Homokkavicsok (The Sand Pebbles) - James Corcoran
  - Nem félünk a farkastól (Who's Afraid of Virginia Woolf?) - George Groves
- 1967: Forró éjszakában (In the Heat of the Night) - Samuel Goldwyn Studio Sound Department
  - Camelot - Warner Bros.-Seven Arts Studio Sound Department
  - A piszkos tizenkettő (The Dirty Dozen) - Metro-Goldwyn-Mayer Studio Sound Department
  - Doktor Dolittle (Doctor Dolittle) - 20th Century Fox Studio Sound Department
  - Ízig-vérig modern Millie (Thoroughly Modern Millie) - Universal City Studio Sound Department
- 1968: Olivér (Oliver) - Shepperton Studios Sound Department
  - A chicagoi tanú (Bullitt) - Warner Bros.-Seven Arts Studio Sound Department
  - Szivárványvölgy (Finian's Rainbow) - Warner Bros.-Seven Arts Studio Sound Department
  - Funny Girl - Columbia Studio Sound Department
  - Star! - 20th Century Fox Studio Sound Department
- 1969: Helló, Dolly! - Jack Solomon, Murray Spivack
  - Anna ezer napja (Anne of the Thousand Days) - John Aldred
  - Butch Cassidy és a Sundance kölyök (Butch Cassidy and the Sundance Kid) - William Edmondson, David Dockendorf
  - Vidáman, Vidáman (Gaily, Gaily) - Robert Martin, Clem Portman
  - Marooned - Les Fresholtz, Arthur Piantadosi

## 1970
- 1970: A tábornok (Patton) - Douglas Williams, Don Bassman
  - Airport - Ronald Pierce, David H. Moriarty
  - Ryan lánya (Ryan's Daughter) - Gordon McCallum, John Bramall
  - Tora! Tora! Tora! - Murray Spivack, Herman Lewis
  - Woodstock - Dan Wallin, Larry Johnson
- 1971: Hegedűs a háztetőn (Fiddler on the Roof) - Gordon McCallum, David Hildyard
  - Gyémántok az örökkévalóságnak (Diamonds Are Forever) - Gordon K. McCallum, John W. Mitchell, Al Overton
  - Francia kapcsolat (The French Connection) - Theodore Soderberg, Christopher Newman
  - Csakazértis nagyapa (Kotch) - Richard Portman, Jack Solomon
  - Mária, a skótok királynője (Mary, Queen of Scots) - Bob Jones, John Aldred
- 1972: Kabaré (Cabaret) - Robert Knudson, David Hildyard
  - A pillangók szabadok (Butterflies Are Free) - Arthur Piantadosi, Charles T. Knight
  - A jelölt (The Candidate) - Richard Portman, Gene Cantamessa
  - A Keresztapa (The Godfather) - Charles Grenzbach, Richard Portman, Christopher Newman
  - A Poszeidon katasztrófa (The Poseidon Adventure) - Theodore Soderberg, Herman Lewis
- 1973: Az ördögűző (The Exorcist) - Robert Knudson, Chris Newman
  - A delfin napja (The Day of the Dolphin) - Richard Portman, Larry Jost
  - Vizsgaláz (The Paper Chase) - Donald O. Mitchell, Larry Jost
  - Papírhold (Paper Moon) - Richard Portman, Les Fresholtz
  - A nagy balhé (The Sting) - Ronald Pierce, Robert R. Bertrand
- 1974: Földrengés (Earthquake) - Ronald Pierce, Melvin Metcalfe, Sr.
  - Kínai negyed (Chinatown) - Charles Grenzbach, Larry Jost
  - Magánbeszélgetés (The Conversation) - Walter Murch, Art Rochester
  - Pokoli torony (The Towering Inferno) - Theodore Soderberg, Herman Lewis
  - Az ifjú Frankenstein (Young Frankenstein) - Richard Portman, Gene Cantamessa
- 1975: A cápa (Jaws) - Robert Hoyt, Roger Heman, Earl Madery, John Carter
  - Lóverseny winchesterre és musztángokra (Bite the Bullet) - Arthur Piantadosi, Les Fresholtz, Richard Tyler, Al Overton, Jr.
  - Funny Lady - Richard Portman, Don MacDougall, Curly Thirlwell, Jack Solomon
  - Hindenburg (The Hindenburg) - Leonard Peterson, John A. Bolger, Jr., John L. Mack, Don Sharpless
  - Szél és az oroszlán (The Wind and the Lion) - Harry W. Tetrick, Aaron Rochin, William McCaughey, Roy Charman
- 1976: Az elnök emberei (All the President's Men) - Arthur Piantadosi, Les Fresholtz, Dick Alexander, Jim Webb
  - King Kong - Harry W. Tetrick, William McCaughey, Aaron Rochin, Jack Solomon
  - Rocky - Harry W. Tetrick, William McCaughey, Lyle J. Burbridge, Bud Alper
  - Száguldás gyilkosságokkal (Silver Streak) - Donald O. Mitchell, Douglas O. Williams, Richard Tyler, Harold M. Etherington
  - Csillag születik (A Star Is Born) - Robert Knudson, Dan Wallin, Robert Glass, Tom Overton
- 1977: Csillagok háborúja (Star Wars) - Don MacDougall, Ray West, Bob Minkler, Derek Ball
  - Harmadik típusú találkozások (Close Encounters of the Third Kind) - Robert Knudson, Robert Glass, Don MacDougall, Gene Cantamessa
  - A mélység (The Deep) - Walter Goss, Dick Alexander, Tom Beckert, Robin Gregory
  - A félelem ára (Sorcerer) - Robert Knudson, Robert Glass, Richard Tyler, Jean-Louis Ducarme
  - Fordulópont (The Turning Point) - Theodore Soderberg, Paul Wells, Douglas O. Williams, Jerry Jost
- 1978: A szarvasvadász (The Deer Hunter) - Richard Portman, William McCaughey, Aaron Rochin, Darin Knight
  - Buddy Holly története (The Buddy Holly Story) - Tex Rudloff, Joel Fein, Curly Thirlwell, Willie D. Burton
  - Mennyei napok (Days of Heaven) - John Wilkinson, Robert W. Glass, Jr., John T. Reitz, Barry Thomas
  - Hooper, a kaszkadőr (Hooper) - Robert Knudson, Robert Glass, Don MacDougall, Jack Solomon
  - Superman - Gordon K. McCallum, Graham V. Hartstone, Nicolas Le Messurier, Roy Charman
- 1979: Apokalipszis most (Apocalypse Now) - Walter Murch, Mark Berger, Richard Beggs, Nat Boxer
  - A Las Vegas-i lovas (The Electric Horseman) - Arthur Piantadosi, Les Fresholtz, Michael Minkler, Al Overton, Jr.
  - Meteor - William McCaughey, Aaron Rochin, Michael J. Kohut, Jack Solomon
  - Meztelenek és bolondok (1941) - Robert Knudson, Robert Glass, Don MacDougall, Gene Cantamessa
  - A rózsa (The Rose) - Theodore Soderberg, Douglas O. Williams, Paul Wells, Jim Webb

## 1980
- 1980: Csillagok háborúja: A Birodalom visszavág (Star Wars: The Empire Strikes Back) - Bill Varney, Steve Maslow, Gregg Landaker, Peter Sutton
  - Dühöngő bika (Raging Bull) - Donald O. Mitchell, Bill Nicholson, David J. Kimball, Les Lazarowitz
  - Hírnév (Fame) - Michael J. Kohut, Aaron Rochin, Jay M. Harding, Christopher Newman
  - A szénbányász lánya (Coal Miner's Daughter) - Richard Portman, Roger Heman, James R. Alexander
  - Változó állapotok (Altered States) - Arthur Piantadosi, Les Fresholtz, Michael Minkler, Willie D. Burton
- 1981: Az elveszett frigyláda fosztogatói (Raiders of the Lost Ark) - Bill Varney, Steve Maslow, Gregg Landaker, Roy Charman
  - Az aranytó (On Golden Pond) - Richard Portman, David M. Ronne
  - Gyilkos bolygó (Outland) - John Wilkinson, Robert W. Glass, Jr., Robert Thirlwell, Robin Gregory
  - Filléreső (Pennies from Heaven) - Michael J. Kohut, Jay M. Harding, Richard Tyler, Al Overton, Jr.
  - Vörösök (Reds) - Dick Vorisek, Tom Fleischman, Simon Kaye
- 1982: E. T., a földönkívüli (E.T. the Extra-Terrestrial) - Robert Knudson, Robert Glass, Don Digirolamo, Gene Cantamessa
  - Aranyoskám (Tootsie) - Arthur Piantadosi, Les Fresholtz, Dick Alexander, Les Lazarowitz
  - Gandhi - Gerry Humphreys, Robin O'Donoghue, Jonathan Bates, Simon Kaye
  - A tengeralattjáró (Das Boot) - Milan Bor, Trevor Pyke, Mike Le Mare
  - Tron, avagy a számítógép lázadása (Tron) - Michael Minkler, Bob Minkler, Lee Minkler, James LaRue
- 1983: Az igazak (The Right Stuff) - Mark Berger, Tom Scott, Randy Thom, David MacMillan
  - Becéző szavak (Terms of Endearment) - Donald O. Mitchell, Rick Kline, Kevin O'Connell, James R. Alexander
  - Háborús játékok (WarGames) - Michael J. Kohut, Carlos Delarios, Aaron Rochin, Willie D. Burton
  - Csillagok háborúja: A Jedi visszatér (Star Wars: Return of the Jedi) - Ben Burtt, Gary Summers, Randy Thom, Tony Dawe
  - Ne féljünk a farkastól! (Never Cry Wolf) - Alan Splet, Todd Boekelheide, Randy Thom, David Parker
- 1984: Amadeus - Mark Berger, Tom Scott, Todd Boekelheide, Chris Newman
  - 2010 – A kapcsolat éve (2010) - Michael J. Kohut, Aaron Rochin, Carlos Delarios, Gene Cantamessa
  - Dűne (Dune) - Bill Varney, Steve Maslow, Kevin O'Connell, Nelson Stoll
  - A folyó (The River) - Nick Alphin, Robert Thirlwell, Richard Portman, David M. Ronne
  - Út Indiába (A Passage to India) - Graham V. Hartstone, Nicolas Le Messurier, Michael A. Carter, John W. Mitchell
- 1985: Távol Afrikától (Out of Africa) - Chris Jenkins, Gary Alexander, Larry Stensvold, Peter Handford
  - Silverado - Donald O. Mitchell, Rick Kline, Kevin O'Connell, David M. Ronne
  - Sólyomasszony (Ladyhawke) - Les Fresholtz, Dick Alexander, Vern Poore, Bud Alper
  - A tánckar (A Chorus Line) - Donald O. Mitchell, Michael Minkler, Gerry Humphreys, Christopher Newman
  - Vissza a jövőbe (Back to the Future) - Bill Varney, B. Tennyson Sebastian II, Robert Thirlwell, William B. Kaplan
- 1986: A szakasz (Platoon) - John Wilkinson, Richard Rogers, Charles Grenzbach, Simon Kaye
  - A bolygó neve: Halál (Aliens) - Graham V. Hartstone, Nicolas Le Messurier, Michael A. Carter, Roy Charman
  - Halálhágó (Heartbreak Ridge) - Les Fresholtz, Dick Alexander, Vern Poore, Bill Nelson
  - Star Trek IV: A hazatérés (Star Trek IV: The Voyage Home) - Terry Porter, David J. Hudson, Mel Metcalfe, Gene Cantamessa
  - Top Gun - Donald O. Mitchell, Kevin O'Connell, Rick Kline, William B. Kaplan
- 1987: Az utolsó császár (The Last Emperor) - Bill Rowe, Ivan Sharrock
  - Az eastwicki boszorkányok (The Witches of Eastwick) - Wayne Artman, Tom Beckert, Tom E. Dahl, Art Rochester
  - Halálos fegyver (Lethal Weapon) - Les Fresholtz, Dick Alexander, Vern Poore, Bill Nelson
  - A Nap birodalma (Empire of the Sun) - Robert Knudson, Don Digirolamo, John Boyd, Tony Dawe
  - Robotzsaru (RoboCop) - Michael J. Kohut, Carlos Delarios, Aaron Rochin, Robert Wald
- 1988: Bird - Charlie Parker élete (Bird) - Les Fresholtz, Dick Alexander, Vern Poore, Willie Burton
  - Drágán add az életed! (Die Hard) - Don J. Bassman, Kevin F. Cleary, Richard Overton, Al Overton, Jr.
  - Gorillák a ködben (Gorillas in the Mist: The Story of Dian Fossey) - Andy Nelson, Brian Saunders, Peter Handford
  - Lángoló Mississippi (Mississippi Burning) - Robert J. Litt, Elliot Tyson, Rick Kline, Danny Michael
  - Roger nyúl a pácban (Who Framed Roger Rabbit) - Robert Knudson, John Boyd, Don Digirolamo, Tony Dawe
- 1989: Az ötvennegyedik hadtest (Glory) - Donald O. Mitchell, Gregg Rudloff, Elliot Tyson, Russell Williams
  - Fekete eső (Black Rain) - Donald O. Mitchell, Kevin O'Connell, Greg P. Russell, Keith A. Wester
  - Indiana Jones és az utolsó kereszteslovag (Indiana Jones and the Last Crusade) - Ben Burtt, Gary Summers, Shawn Murphy, Tony Dawe
  - A mélység titka (The Abyss) - Don J. Bassman, Kevin F. Cleary, Richard Overton, Lee Orloff
  - Született július 4-én (Born on the Fourth of July) - Michael Minkler, Gregory H. Watkins, Wylie Stateman, Tod A. Maitland

## 1990
- 1990: Farkasokkal táncoló (Dances with Wolves) - Jeffrey Perkins, Bill W. Benton, Gregory H. Watkins, Russell Williams
  - Dick Tracy - Thomas Causey, Chris Jenkins, David E. Campbell, Doug Hemphill
  - Mint a villám (Days of Thunder) - Charles M. Wilborn, Donald O. Mitchell, Rick Kline, Kevin O’Connell
  - Total Recall – Az emlékmás (Total Recall) - Nelson Stoll, Michael J. Kohut, Carlos Delarios, Aaron Rochin
  - Vadászat a Vörös Októberre (The Hunt for Red October) - Richard Bryce Goodman, Richard Overton, Kevin F. Cleary, Don J. Bassman
- 1991: Terminátor 2. – Az ítélet napja (Terminator 2: Judgment Day) - Tom Johnson, Gary Rydstrom, Gary Summers, Lee Orloff
  - A bárányok hallgatnak (The Silence of the Lambs) - Tom Fleischman, Christopher Newman
  - JFK – A nyitott dosszié (JFK) - Michael Minkler, Gregg Landaker, Tod A. Maitland
  - Lánglovagok (Backdraft) - Gary Summers, Randy Thom, Gary Rydstrom, Glenn Williams
  - A szépség és a szörnyeteg (Beauty and the Beast) - Terry Porter, Mel Metcalfe, David J. Hudson, Doc Kane
- 1992: Az utolsó mohikán (The Last of the Mohicans) - Chris Jenkins, Doug Hemphill, Mark Smith, Simon Kaye
  - Aladdin - Terry Porter, Mel Metcalfe, David J. Hudson, Doc Kane
  - Egy becsületbeli ügy (A Few Good Men) - Kevin O'Connell, Rick Kline, Robert Eber
  - Nincs bocsánat (Unforgiven) - Les Fresholtz, Vern Poore, Dick Alexander, Rob Young
  - Úszó erőd (Under Siege) - Donald O. Mitchell, Frank A. Montaño, Rick Hart, Scott D. Smith
- 1993: Jurassic Park - Gary Summers, Gary Rydstrom, Shawn Murphy, Ron Judkins
  - Cliffhanger – Függő játszma (Cliffhanger) - Michael Minkler, Bob Beemer, Tim Cooney
  - Geronimo – Az amerikai legenda (Geronimo: An American Legend) - Chris Carpenter, Doug Hemphill, Bill W. Benton, Lee Orloff
  - Schindler listája (Schindler's List) - Andy Nelson, Steve Pederson, Scott Millan, Ron Judkins
  - A szökevény (The Fugitive) - Donald O. Mitchell, Michael Herbick, Frank A. Montaño, Scott D. Smith
- 1994: Féktelenül (Speed) - Gregg Landaker, Steve Maslow, Bob Beemer, David MacMillan
  - Forrest Gump - Randy Thom, Tom Johnson, Dennis S. Sands, William B. Kaplan
  - A remény rabjai (The Shawshank Redemption) - Robert J. Litt, Elliot Tyson, Michael Herbick, Willie D. Burton
  - Szenvedélyek viharában (Legends of the Fall) - Paul Massey, David E. Campbell, Chris David, Douglas Ganton
  - Végveszélyben (Clear and Present Danger) - Donald O. Mitchell, Michael Herbick, Frank A. Montaño, Art Rochester
- 1995: Apollo 13 - Rick Dior, Steve Pederson, Scott Millan, David MacMillan
  - Mindörökké Batman (Batman Forever) - Donald O. Mitchell, Frank A. Montaño, Michael Herbick, Petur Hliddal
  - A rettenthetetlen (Braveheart) - Andy Nelson, Scott Millan, Anna Behlmer, Brian Simmons
  - Az utolsó esély (Crimson Tide) - Kevin O'Connell, Rick Kline, Gregory H. Watkins, William B. Kaplan
  - Waterworld – Vízivilág (Waterworld) - Steve Maslow, Gregg Landaker, Keith A. Wester
- 1996: Az angol beteg (The English Patient) - Walter Murch, Mark Berger, David Parker, Chris Newman
  - Evita - Andy Nelson, Anna Behlmer, Ken Weston
  - A függetlenség napja (Independence Day) - Chris Carpenter, Bill W. Benton, Bob Beemer, Jeff Wexler
  - A szikla (The Rock) - Kevin O'Connell, Greg P. Russell, Keith A. Wester
  - Twister - Steve Maslow, Gregg Landaker, Kevin O'Connell, Geoffrey Patterson
- 1997: Titanic - Gary Rydstrom, Tom Johnson, Gary Summers, Mark Ulano
  - Con Air – A fegyencjárat (Con Air) - Kevin O'Connell, Greg P. Russell, Art Rochester
  - Az elnök különgépe (Air Force One) - Paul Massey, Rick Kline, Doug Hemphill, Keith A. Wester
  - Kapcsolat (Contact) - Randy Thom, Tom Johnson, Dennis S. Sands, William B. Kaplan
  - Szigorúan bizalmas (L.A. Confidential) - Andy Nelson, Anna Behlmer, Kirk Francis
- 1998: Ryan közlegény megmentése (Saving Private Ryan) - Gary Rydstrom, Gary Summers, Andy Nelson, Ron Judkins
  - Armageddon - Kevin O'Connell, Greg P. Russell, Keith A. Wester
  - Az őrület határán (The Thin Red Line) - Andy Nelson, Anna Behlmer, Paul Brincat
  - Szerelmes Shakespeare (Shakespeare in Love) - Robin O'Donoghue, Dominic Lester, Peter Glossop
  - Zorro álarca (The Mask of Zorro) - Kevin O'Connell, Greg P. Russell, Pud Cusack
- 1999: Mátrix (The Matrix) - John T. Reitz, Gregg Rudloff, David E. Campbell, David Lee
  - A bennfentes (The Insider) - Andy Nelson, Doug Hemphill, Lee Orloff
  - Halálsoron (The Green Mile) - Robert J. Litt, Elliot Tyson, Michael Herbick, Willie D. Burton
  - A múmia (The Mummy) - Leslie Shatz, Chris Carpenter, Rick Kline, Chris Munro
  - Star Wars I. rész – Baljós árnyak (Star Wars Episode I: The Phantom Menace) - Gary Rydstrom, Tom Johnson, Shawn Murphy, John Midgley

## 2000
- 2000: Gladiátor (Gladiator) - Bob Beemer, Scott Millan, Ken Weston
  - A hazafi (The Patriot) - Kevin O'Connell, Greg P. Russell, Lee Orloff
  - Számkivetett (Cast Away) - Randy Thom, Tom Johnson, Dennis S. Sands, William B. Kaplan
  - U–571 - Steve Maslow, Gregg Landaker, Rick Kline, Ivan Sharrock
  - Viharzóna (The Perfect Storm) - John T. Reitz, Gregg Rudloff, David E. Campbell, Keith A. Wester
- 2001: A Sólyom végveszélyben (Black Hawk Down) - Michael Minkler, Chris Munro, Myron Nettinga
  - Amélie csodálatos élete (Amélie) - Vincent Arnardi, Guillaume Leriche, Jean Umansky
  - A Gyűrűk Ura: A Gyűrű Szövetsége (The Lord of the Rings: The Fellowship of the Ring) - Christopher Boyes, Michael Semanick, Gethin Creagh, Hammond Peek
  - Moulin Rouge! - Andy Nelson, Anna Behlmer, Roger Savage, Guntis Sics
  - Pearl Harbor – Égi háború (Pearl Harbor) - Greg P. Russell, Peter J. Devlin, Kevin O'Connell
- 2002: Chicago - Michael Minkler, Dominick Tavella, David Lee
  - A Gyűrűk Ura: A két torony (The Lord of the Rings: The Two Towers) - Christopher Boyes, Michael Semanick, Michael Hedges, Hammond Peek
  - A kárhozat útja (Road to Perdition) - Scott Millan, Bob Beemer, John Pritchett
  - New York bandái (Gangs of New York) - Tom Fleischman, Eugene Gearty, Ivan Sharrock
  - Pókember (Spider-Man) - Kevin O'Connell, Greg P. Russell, Ed Novick
- 2003: A Gyűrűk Ura: A király visszatér (The Lord of the Rings: The Return of the King) - Christopher Boyes, Michael Semanick, Michael Hedges, Hammond Peek
  - Kapitány és katona: A világ túlsó oldalán (Master and Commander: The Far Side of the World) - Paul Massey, Doug Hemphill, Art Rochester
  - A Karib-tenger kalózai: A Fekete Gyöngy átka (Pirates of the Caribbean: The Curse of the Black Pearl) - Christopher Boyes, David Parker, David E. Campbell, Lee Orloff
  - Az utolsó szamuráj (The Last Samurai) - Andy Nelson, Anna Behlmer, Jeff Wexler
  - Vágta (Seabiscuit) - Andy Nelson, Anna Behlmer, Tod A. Maitland
- 2004: Ray - Scott Millan, Greg Orloff, Bob Beemer, Steve Cantamessa
  - Aviátor (The Aviator) - Tom Fleischman, Petur Hliddal
  - A Hihetetlen család (The Incredibles) - Randy Thom, Gary Rizzo, Doc Kane
  - Pókember 2. (Spider-Man 2) - Kevin O'Connell, Greg P. Russell, Jeffrey J. Haboush, Joseph Geisinger
  - Polar Expressz (The Polar Express) - Randy Thom, Tom Johnson, Dennis S. Sands, William B. Kaplan
- 2005: King Kong - Christopher Boyes, Michael Semanick, Michael Hedges, Hammond Peek
  - Egy gésa emlékiratai (Memoirs of a Geisha) - Kevin O'Connell, Greg P. Russell, Rick Kline, John Pritchett
  - Az oroszlán, a boszorkány és a ruhásszekrény (The Chronicles of Narnia: The Lion, the Witch and the Wardrobe) - Terry Porter, Dean A. Zupancic, Tony Johnson
  - A nyughatatlan (Walk the Line) - Paul Massey, Doug Hemphill, Peter Kurland
  - Világok harca (War of the Worlds) - Andy Nelson, Anna Behlmer, Ron Judkins
- 2006: Dreamgirls - Michael Minkler, Bob Beemer, Willie D. Burton
  - Apocalypto - Kevin O'Connell, Greg P. Russell, Fernando Cámara
  - A dicsőség zászlaja (Flags of Our Fathers) - John T. Reitz, David E. Campbell, Gregg Rudloff, Walt Martin
  - A Karib-tenger kalózai: Holtak kincse (Pirates of the Caribbean: Dead Man's Chest) - Paul Massey, Christopher Boyes, Lee Orloff
  - Véres gyémánt (Blood Diamond) - Andy Nelson, Anna Behlmer, Ivan Sharrock
- 2007: A Bourne-ultimátum (The Bourne Ultimatum) - Scott Millan, David Parker, Kirk Francis
  - Börtönvonat Yumába (3:10 to Yuma) - Paul Massey, David Giammarco, Jim Stuebe
  - L’ecsó (Ratatouille) - Randy Thom, Michael Semanick, Doc Kane
  - Nem vénnek való vidék (No Country for Old Men) - Skip Lievsay, Craig Berkey, Greg Orloff, Peter Kurland
  - Transformers - Kevin O'Connell, Greg P. Russell, Peter J. Devlin
- 2008: Gettómilliomos (Slumdog Millionaire) - Ian Tapp, Richard Pryke, Resul Pookutty
  - Benjamin Button különös élete (The Curious Case of Benjamin Button) - David Parker, Michael Semanick, Ren Klyce, Mark Weingarten
  - A sötét lovag (The Dark Knight) - Lora Hirschberg, Gary Rizzo, Ed Novick
  - WALL·E - Tom Myers, Michael Semanick, Ben Burtt
  - Wanted - Chris Jenkins, Frank A. Montaño, Petr Forejt
- 2009: A bombák földjén (The Hurt Locker) - Paul N. J. Ottosson, Ray Beckett
  - Avatar - Christopher Boyes, Gary Summers, Andy Nelson, Tony Johnson
  - Becstelen brigantyk (Inglourious Basterds) - Michael Minkler, Tony Lamberti, Mark Ulano
  - Star Trek - Anna Behlmer, Andy Nelson, Peter J. Devlin
  - Transformers: A bukottak bosszúja (Transformers: Revenge of the Fallen) - Greg P. Russell, Gary Summers, Geoffrey Patterson

## 2010
- 2010: Eredet – Lora Hirschberg, Gary Rizzo, Ed Novick
  - A félszemű (True Grit) – Skip Lievsay, Craig Berkey, Greg Orloff, Peter Kurland
  - A király beszéde (The King's Speech) – Paul Hamblin, Martin Jensen, John Midgley
  - Salt ügynök (Salt) – Jeffrey J. Haboush, Greg P. Russell, Scott Millan, William Sarokin
  - Social Network – A közösségi háló (The Social Network) – Ren Klyce, David Parker, Michael Semanick, Mark Weingarten
- 2011: A leleményes Hugo (Hugo) – Tom Fleischman, John Midgley
  - Hadak útján (War Horse) – Gary Rydstrom, Andy Nelson, Tom Johnson, Stuart Wilson
  - Pénzcsináló (Moneyball) – Deb Adair, Ron Bochar, Dave Giammarco, Ed Novick
  - A tetovált lány (The Girl with the Dragon Tattoo) – David Parker, Michael Semanick, Ren Klyce, Bo Persson
  - Transformers 3. (Transformers: Dark of the Moon) – Greg P. Russell, Gary Summers, Jeffrey J. Haboush, Peter J. Devlin
- 2012: A nyomorultak (Les Misérables) – Andy Nelson, Mark Paterson, Simon Hayes
  - Az Argo-akció (Argo) – John T. Reitz, Gregg Rudloff, José Antonio García
  - Lincoln – Andy Nelson, Gary Rydstrom, Ron Judkins
  - Pi élete (Life of Pi) – Ron Bartlett, Doug Hemphill, Drew Kunin
  - Skyfall – Scott Millan, Greg P. Russell, Stuart Wilson
- 2013: Gravitáció (Gravity) – Skip Lievsay, Niv Adiri, Christopher Benstead, Chris Munro
  - A hobbit: Smaug pusztasága (The Hobbit: The Desolation of Smaug) – Christopher Boyes, Michael Hedges, Michael Semanick, Tony Johnson
  - Llewyn Davis világa (Inside Llewyn Davis) – Skip Lievsay, Greg Orloff, Peter F. Kurland
  - Phillips kapitány (Captain Phillips) – Chris Burdon, Mark Taylor, Mike Prestwood Smith, Chris Munro
  - A túlélő (Lone Survivor) – Andy Koyama, Beau Borders, David Brownlow
- 2014: Whiplash – Craig Mann, Ben Wilkins, Thomas Curley
  - Amerikai mesterlövész (American Sniper) – John T. Reitz, Gregg Rudloff, Walt Martin
  - Birdman avagy (A mellőzés meglepő ereje) (Birdman or (The Unexpected Virtue of Ignorance)) – Jon Taylor, Frank A. Montaño, Thomas Varga
  - Csillagok között (Interstellar) – Gary Rizzo, Gregg Landaker, Mark Weingarten
  - Rendíthetetlen (Unbroken) – Jon Taylor, Frank A. Montaño, David Lee
- 2015: Mad Max – A harag útja (Mad Max: Fury Road) – Chris Jenkins, Gregg Rudloff, Ben Osmo
  - Kémek hídja (Bridge of Spies) – Andy Nelson, Gary Rydstrom, Drew Kunin
  - Mentőexpedíció (The Martian) – Paul Massey, Mark Taylor, Mac Ruth
  - Star Wars VII. rész – Az ébredő Erő (Star Wars: The Force Awakens) – Andy Nelson, Christopher Scarabosio, Stuart Wilson
  - A visszatérő (The Revenant) – Jon Taylor, Frank A. Montaño, Randy Thom, Chris Duesterdiek
- 2016: A fegyvertelen katona (Hacksaw Ridge) – Kevin O'Connell, Andy Wright, Robert Mackenzie, Peter Grace
  - 13 óra: Bengázi titkos katonái (13 Hours: The Secret Soldiers of Benghazi) –  Gary Summers, Jeffrey J. Haboush, Mac Ruth
  - Érkezés (Arrival) – Bernard Gariépy Strobl, Claude La Haye
  - Kaliforniai álom (La La Land) – Andy Nelson, Ai-Ling Lee, Steven Morrow
  - Zsivány Egyes: Egy Star Wars-történet (Rogue One: A Star Wars Story) – David Parker, Christopher Scarabosio, Stuart Wilson
- 2017: Dunkirk – Richard King és Alex Gibson
  - A víz érintése (The Shape of Water) – Nathan Robitaille és Nelson Ferreira
  - Nyomd, Bébi, nyomd (Baby Driver) – Julian Slater
  - Star Wars VIII. rész – Az utolsó jedik (Star Wars: The Last Jedi) – Matthew Wood és Ren Klyce
  - Szárnyas fejvadász 2049 (Blade Runner 2049) – Mark Mangini és Theo Green
- 2018: Bohém rapszódia (Bohemian Rhapsody) – Paul Massey, Tim Cavagin és John Casali
  - Az első ember (First Man) – Jon Taylor, Frank A. Montaño, Ai-Ling Lee és Mary H. Ellis
  - Csillag születik (A Star is Born) – Tom Ozanich, Dean Zupancic, Jason Ruder és Steve Morrow
  - Fekete Párduc (Black Panther) – Steve Boeddeker, Brandon Proctor és Peter Devlin
  - Roma – Skip Lievsay, Craig Henighan és José Antonio García
- 2019: 1917 – 	Mark Taylor és Stuart Wilson
  - Ad Astra – Út a csillagokba (Ad Astra) – Gary Rydstrom, Tom Johnson és Mark Ulano
  - Az aszfalt királyai (Ford v Ferrari)  – Paul Massey, David Giammarco és Steven A. Morrow
  - Joker – Tom Ozanich, Dean Zupancic és Tod Maitland
  - Volt egyszer egy Hollywood (Volt egyszer egy... Hollywood) – Michael Minkler, Christian P. Minkler és Mark Ulano

## 2020
- 2020: A metál csendje (Sound of Metal) – Nicolas Becker, Jaime Baksht, Michelle Couttolenc, Carlos Cortes és Philip Bladh
  - A Greyhound csatahajó (Greyhound) – Warren Shaw, Michael Minkler, Beau Borders és David Wyman
  - Mank – Ren Klyce, Jeremy Molod, David Parker, Nathan Nance és Drew Kunin
  - A kapitány küldetése (News of the World) - Oliver Tarney, Mike Prestwood Smith, William Miller és John Pritchett
  - Lelki ismeretek (Soul) – Ren Klyce, Coya Elliot és David Parker
- 2021: Dűne (Dune) – Mac Ruth, Mark Mangini, Theo Green, Doug Hemphill, Ron Bartlett
  - A kutya karmai közt (The Power of the Dog) – Richard Flynn, Robert Mackenzie, Tara Webb
  - Belfast – Denise Yarde, Simon Chase, James Mather, Niv Adiri
  - Nincs idő meghalni (No Time to Die) - Simon Hayes, Oliver Tarney, James Harrison, Paul Massey, Mark Taylor
  - West Side Story – Tod A. Maitland, Gary Rydstrom, Brian Chumney, Andy Nelson, Shawn Murphy
- 2022: Top Gun: Maverick – Mark Weingarten, James H. Mather, Al Nelson, Chris Burdon és Mark Taylor
  - Avatar: A víz útja (Avatar: The Way of Water) – Julian Howarth, Gwendolyn Yates Whittle, Dick Bernstein, Christopher Boyes, Gary Summers és Michael Hedges
  - Batman – Stuart Wilson, William Files, Douglas Murray és Andy Nelson
  - Elvis – David Lee, Wayne Pashley, Andy Nelson és Michael Keller
  - Nyugaton a helyzet változatlan (All Quiet on the Western Front) – Viktor Prášil, Frank Kruse, Markus Stemler, Lars Ginzel és Stefan Korte
- 2023: Érdekvédelmi terület – Tarn Willers és Johnnie Burn
  - Az Alkotó – Ian Voigt, Erik Aadahl, Ethan Van der Ryn, Tom Ozanich és Dean Zupancic
  - Maestro – Viktor Prášil, Frank Kruse, Markus Stemler, Lars Ginzel és Stefan Korte
  - Mission: Impossible – Leszámolás – Chris Munro, James H. Mather, Chris Burdon és Mark Taylor
  - Oppenheimer – Willie D. Burton, Richard King, Gary A. Rizzo és Kevin O'Connell

- 2024: Dűne: Második rész (Dune: Part Two) – Gareth John, Richard King, Ron Bartlett és Doug Hemphill
  - A vad robot (The Wild Robot) – Randy Thom, Brian Chumney, Gary A. Rizzo és Leff Lefferts
  - Emilia Pérez – Erwan Kerzanet, Aymeric Devoldère, Maxence Dussère, Cyril Holtz és Niels Barletta
  - Sehol se otthon (A Complete Unknown) – Tod A. Maitland, Donald Sylvester, Ted Caplan, Paul Massey és David Giammarco
  - Wicked – Simon Hayes, Nancy Nugent Title, Jack Dolman, Andy Nelson és John Marquis